# Смольники (Накельський повіт)
Смольники (пол. Smolniki, нім. Blumenthal) — село в Польщі, у гміні Шубін Накельського повіту Куявсько-Поморського воєводства.
Населення — 283 особи (2011).
У 1975-1998 роках село належало до Бидгощського воєводства.

## Демографія
Демографічна структура станом на 31 березня 2011 року:
|          | Загалом | Допрацездатний вік | Працездатний вік | Постпрацездатний вік |
| -------- | ------- | ------------------ | ---------------- | -------------------- |
| Чоловіки | 151     | 42                 | 97               | 12                   |
| Жінки    | 132     | 29                 | 78               | 25                   |
| Разом    | 283     | 71                 | 175              | 37                   |